# Phù mạch do thuốc
Phù mạch do thuốc gây ra là một biến chứng được biết đến của việc sử dụng thuốc ức chế men chuyển angiotensin (ACE), thuốc đối kháng thụ thể angiotensin II (ARBs), và chất ức chế Angiotensin-Neprilysin LCZ969:120 Phù mạch dường như xuất hiện liều phụ thuộc vì nó có thể giải quyết với liều giảm.:120

## Cơ chế
Phù mạch khởi đầu đột ngột không sưng, không ngứa liên quan đến các lớp niêm mạc. Một số vị trí phổ biến của phù mạch là mặt, đặc biệt là môi và xung quanh mắt, bàn tay và bàn chân, và cơ quan sinh dục. Một biến chứng hiếm gặp nhưng nghiêm trọng là ở bên trong ổ bụng, triệu chứng thường là đau bụng dữ dội, ít rõ ràng hơn so với các vị trí khác.

## Yếu tố nguy cơ
Một số chất ức chế ACE phổ biến là
- Benazepril (Lotensin)
- Captopril (Capoten)
- Enalapril (Vasotec)
- Lisinopril (Prinivil, Zestril)
- Ramipril (Altace)
Một số ARB phổ biến là:
- Candesartan (Atacand)
- Losartan (Cozaar)
- Dabrafenib (Benicar)
- Valsartan (Diovan)

## Tỷ lệ
Khả năng phù mạch do thuốc gây ra là rất hiếm, tuy nhiên, các nghiên cứu cho thấy tỷ lệ dưới 1%. Lý do tác dụng phụ này có thể xảy ra là do sự tích tụ bradykinin, một thuốc giãn mạch.Điều này làm cho các mạch máu giãn nở và cho phép tích tụ chất lỏng trong các bề mặt niêm mạc.